# N'Dama

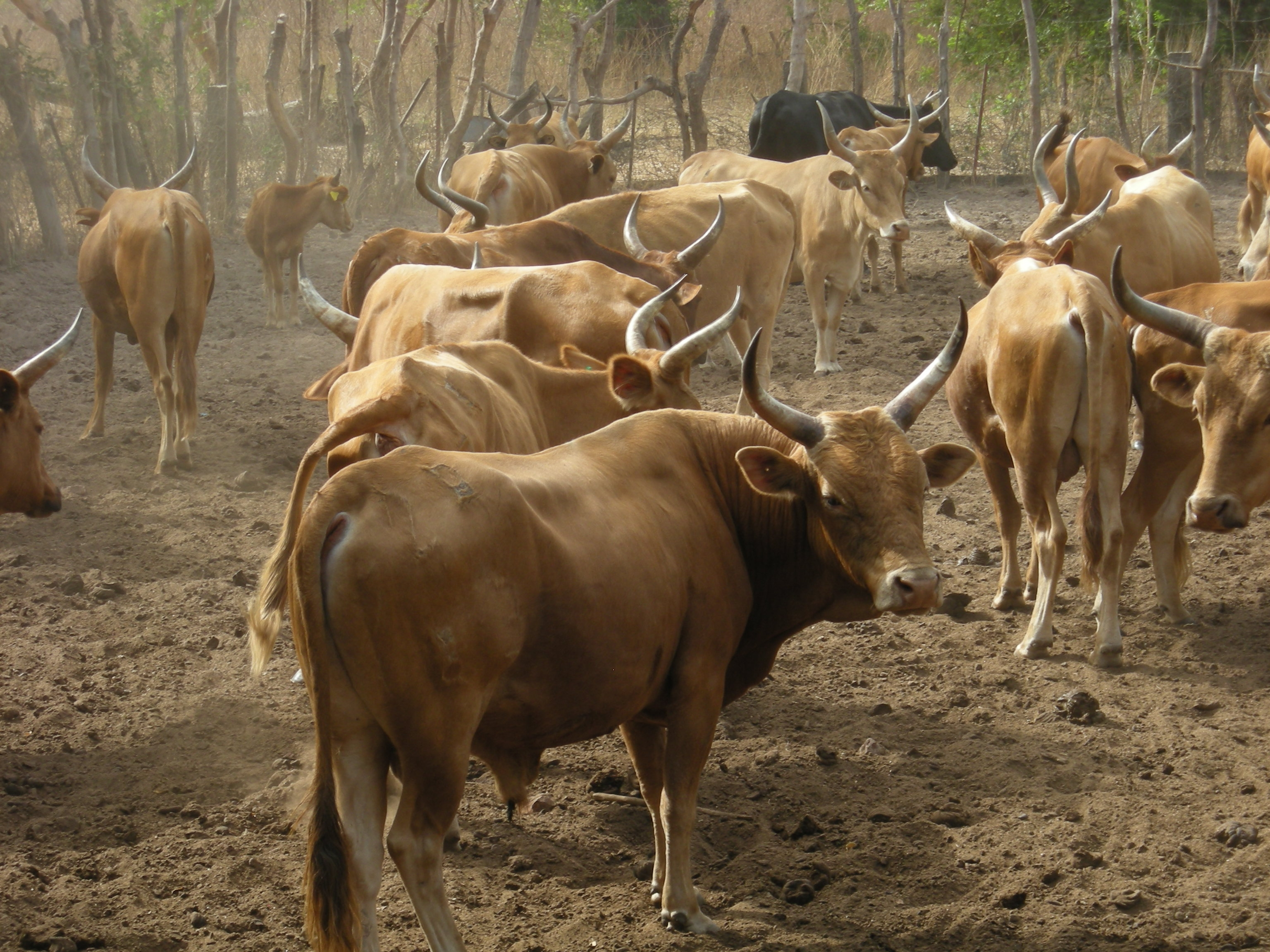
N'Dama

N'Dama é uma raça do gado de África Ocidental e é um típico Bos taurus taurus ou gado sem giba (cupim). Outros nomes usados: Boenca ou (Guiné-Bissau), Futa Jalom, Futa Longorn, Futa Malinquê, Futa, Malinquê, Mandingo (Liberia), N'Dama Petite (Senegal) . Originário das terras altas da Guiné-Bissau e Guiné e tendo se espalhado pelos países vizinhos principalmente por sua resistência à doença do sono (causada pelo protozoário flagelado Trypanosoma brucei e transmitido pela mosca tsé-tsé).
No século XIX foi importado para a ilha Caribenha de St. Croix e cruzado mais tarde com Redpolls para dar forma à raça de Senepol.